# Priorato de Vrana
El Priorato de Vrana (en latín: prioratus Auranae, en húngaro: vránai perjelség, en croata: vranski priorat) es un monasterio en ruinas situado cerca de la ciudad croata de Vrana. Durante el período medieval, el monasterio se menciona en fuentes históricas desde el siglo XI como fortaleza de Vrana (castrum Auranae) y monasterio benedictino.

## Historia

### Antecedentes
En 1076, el rey croata Demetrio Zvonimir concedió el monasterio de San Gregorio en Vrana al papa Gregorio VII. El monasterio fue utilizado como residencia para los legados papales que visitaban Croacia. En el siglo XII, los caballeros hospitalarios y los templarios tuvieron una influencia significativa en el Reino de Croacia. Los templarios establecieron la "provincia de Hungría y Eslavonia" en la década de 1160, que cubría Croacia y el Reino de Hungría. Alrededor de este período, los templarios obtuvieron el monasterio de Vrana. Según el historiador Angelo de Benvenuti, fue el rey Béla II de Hungría quien estableció dos prioratos templarios, el Priorato de Bela, en la ciudad de Bela cerca de Varaždin, y el Priorato de Vrana que estaba subordinado al primero. El historiador Josip Kolanović consideró que fue la Santa Sede la que entregó Vrana a los Templarios. Después de que los Templarios tomaron posesión del complejo, el monasterio fue fortificado con fuertes muros de tres capas, un foso y un puente levadizo, cuyos restos son visibles hasta el día de hoy.
El priorato húngaro y, posteriormente, el húngaro-eslavo no era una lengua autónoma. Hasta mediados del siglo XIII y desde el primer tercio del siglo XIV, el gran prior italiano se encargaba de sus asuntos, aunque en muchos casos se lo consideraba una de las «provincias» alemanas.
El jefe del priorato era igual a los obispos en cuanto a la jerarquía de la orden y tenía derecho a un asiento permanente en el consejo real y en la Cámara de los Lores. La sede del priorato estuvo durante un corto período en la ciudad dálmata de Vrana. Después de que la ciudad cayera en manos venecianas en 1409, el priorato no tenía nada que ver con Vrana y todas sus propiedades se limitaron al territorio húngaro.

### Monasterio templario
El monasterio de Vrana era la posesión más importante de los templarios en toda la región. Los templarios mejoraron la defensa del monasterio mejorando sus fortificaciones existentes. Ampliaron sus posesiones en Dalmacia y Croacia.
Desde mediados del siglo XIII, los prioratos húngaros de los Caballeros Hospitalarios sufrieron muchos golpes. El golpe más duro fue la anarquía que se vivió en el período de transición entre los siglos xiii y xiv. Después del Pergamino de Chinon en 1308 y de la Vox in excelso en 1312, las casas y otras propiedades de los templarios fueron transferidas a los caballeros hospitalarios, incluido el Priorato de Vrana, que adquirió un papel predominante entre los prioratos húngaros.

### Bajo el control de los caballeros hospitalarios húngaros
Después de tomar el priorato de Vrana de los Templarios, los preceptores húngaros de la Orden de los hospitalarios lo establecieron como su priorato.
Alrededor de 1380, cuando comenzó el Cisma de Occidente, el rey húngaro Luis I de Hungría nombró al caballero croata Juan de Palisna como prior de Vrana. Desde este nombramiento, el rey de Hungría nombró a todos los priores sucesivos de Vrana. Palisna llevó el título de "prior húngaro-eslavo" desde 1379, aunque fue nombrado oficialmente prior solo en 1382.
La Orden de los caballeros hospitalarios era una de las más importantes propietarias de tierras del Reino de Hungría. Debido a los ingresos de las propiedades entregadas al priorato, el prior estaba obligado a participar y apoyar al rey húngaro en las guerras. Juan de Palisna participó en la batalla de Kosovo en 1389.
Durante el siglo XV, todos los prioratos de Vrana estaban formados por nobles húngaros, no caballeros, sino personas seculares, nombrados de por vida. A finales del siglo XV, el priorato recaudaba impuestos de más de 2400 familias en el territorio de Csurgo, Karaševo, Božjakovina, Pakrac, Čaklovac, Lešnik, Rasošja, Trnava, Dubica, Gradačac y muchas otras.

### Bajo control veneciano
En 1402, las tropas leales a Ladislao I de Nápoles capturaron Vrana, pero los hospitalarios todavía permanecieron dentro. Sin embargo, en 1408, Ladislao vendió Dalmacia a Venecia, y así Vrana también quedó bajo el dominio veneciano. Venecia tenía una guarnición de unos 100 hombres con 30 caballos en Vrana. También habían construido fortificaciones adicionales alrededor de Vrana. Después de que Klis cayera en manos de los otomanos en 1538, los otomanos también entraron en Vrana sin resistencia.

### Bajo el control otomano
El corazón de los planes de 1596 para el levantamiento en la región oriental del Adriático era Francesco Antonio Bertucci. Según algunas sugerencias, la principal razón de sus actividades antiotomanas eran sus planes de recuperar el Priorato de Vrana de los otomanos. Según el plan de Bertucci, los rebeldes (incluido Uskoks) primero capturarían Klis, Herceg Novi y Scutari de los otomanos. Eso desencadenaría una gran expedición naval otomana en el Adriático hacia el norte y atraería a los venecianos, que de otra manera se negaron a unirse a la cruzada, a unirse a la alianza contra los otomanos. Este plan comenzó con la batalla de Klis en 1596 que terminó con una breve captura y saqueo de Klis y el priorato.

### Guerra de Independencia de Croacia
Durante la Guerra de Independencia de Croacia, los restos del monasterio sirvieron como puesto defensivo para el ejército croata.